# NBA Cup
La NBA Cup, ufficialmente denominato Emirates NBA Cup dall'edizione 2024-25 per ragioni di sponsorizzazione, è un torneo annuale della National Basketball Association che si svolge durante la stagione regolare. Il torneo è stato annunciato ufficialmente l'8 luglio 2023 e ha debuttato durante la stagione NBA 2023-24 con il nome di NBA In-Season Tournament.
Il formato è un torneo a più fasi che inizia con il gioco dei gironi seguiti da turni a eliminazione diretta. I gironi consistono in tre gironi da cinque squadre per conferenza, per un totale di sei gironi. Ogni squadra gioca quattro partite della fase a gironi, che contano sia per la classifica dei gironi del NBA In-Season Tournament che per quella della National Basketball Association regular season. I vincitori di ciascun girone, insieme a una squadra wild card di ciascuna conferenza, avanzano agli ottavi di finale. Gli ultimi due turni della fase a eliminazione diretta si giocheranno in campo neutro.
La squadra vincente riceve il trofeo, e ogni giocatore vincitore riceve un premio in denaro, che è di $ 500.000. I primi vincitori del NBA In-Season Tournament furono i Los Angeles Lakers, con l'MVP del torneo LeBron James.

## La nascita e la storia del NBA In-Season Tournament
I funzionari della NBA hanno discusso la possibilità di organizzare un torneo in-season per almeno 15 anni prima che fosse introdotto. L'NBA è preoccupata da decenni di cercare di competere con la National Football League (NFL) per gli spettatori e l'attenzione quando le stagioni regolari dei due campionati si sovrappongono nei mesi di novembre e dicembre di ogni anno.
Il 6 luglio 2023, il giornalista di ESPN Adrian Wojnarowski ha riferito che l'NBA avrebbe organizzato il primo torneo stagionale dal 3 novembre al 9 dicembre. I dettagli del torneo sono stati rivelati dalla NBA l'8 luglio; furono annunciati i sorteggi dei gironi e le semifinali e il campionato furono programmati alla T-Mobile Arena sulla Strip di Las Vegas. Il 9 dicembre 2023, i Los Angeles Lakers hanno vinto contro gli Indiana Pacers nella partita di campionato vincendo il NBA In-Season Tournament.
Il 2 febbraio 2024, la compagnia aerea Emirates ha annunciato un accordo pluriennale con l'NBA che include i diritti sul nome del NBA In-Season Tournament, che diventerà la Emirates NBA Cup dall'edizione 2024 in poi.

## Formato
Il formato del torneo è simile ai tornei stagionali a più fasi del calcio europeo.
Nella fase a gironi, ogni conference è stata divisa in tre gironi con cinque squadre ciascuno, per un totale di sei gironi. Le partite della stagione regolare giocate il martedì e il venerdì tra il 12 novembre e il 3 dicembre vengono conteggiate nella classifica della stagione regolare e nella classifica del torneo stagionale. Ogni squadra gioca una partita contro ciascuna delle altre squadre del proprio girone, per un totale di quattro partite (due in casa e due in trasferta).
Se due o più squadre di un gruppo hanno lo stesso record al termine del girone, vengono applicati i seguenti tie-break in questo ordine:
1. Record negli scontri diretti nella fase a gironi;
2. Differenza di punti nella fase a gironi;
3. Punti totali segnati nella fase a gironi;
4. Record della stagione regolare;
5. Estrazione casuale.

Il vincitore di ogni girone passa poi alla fase a eliminazione diretta, mentre le migliori seconde di ogni conference ottiene una wild card. Le partite dei quarti di finale si svolgono nei campi NBA locali il 10 e l'11 dicembre, con le squadre con i primi due record della fase a gironi in ciascuna conferenza che ottengono il fattore campo, e la migliore squadra nelle partite dei gironi ospiterà la squadra che ha ottenuto la wild card. In seguito si svolgerà una final four (Semifinali 14 dicembre e la finale il 17 dicembre) con sede alla T-Mobile Arena sulla Las Vegas Strip.
Anche i quarti di finale e le semifinali contano come partite della stagione regolare, influenzando le posizioni delle squadre nella classifica del campionato, ma la partita di campionato no. Le statistiche della partita di campionato non vengono conteggiate nei totali della stagione regolare.
Le quattro squadre che perdono ai quarti giocheranno una partita aggiuntiva l'8 dicembre, l'una contro l'altra nella stessa conference.
Mentre la fase a eliminazione diretta si sta concludendo, le 22 squadre che non si sono qualificate per la fase a eliminazione diretta giocano due partite aggiuntive della stagione regolare per assicurarsi che ciascuna squadra giochi 82 partite totali della stagione regolare, una in casa e una in trasferta. Tra questi 22 incontri totali, 20 saranno partite di interconference, con un tentativo da parte della lega di programmare quante più squadre originariamente previste si sarebbero affrontate solo tre volte durante la stagione regolare. Gli altri due incontri saranno partite di interconference, poiché ci sarà un numero dispari di squadre in ciascuna conference (11). Questi due incontri di interconference vedranno protagonisti quattro delle sei squadre che sono arrivate ultime nei rispettivi gironi.

### Premio in denaro
I giocatori delle squadre che accederanno alla fase a eliminazione diretta riceveranno un premio in denaro come segue:
- Giocatori delle squadre che perdono nei quarti di finale: $ 50.000 ciascuno;
- Giocatori delle squadre che perdono in semifinale: $ 100.000 ciascuno;
- Giocatori della squadra seconda del torneo: $ 200.000 ciascuno;
- Giocatori della squadra campione del torneo: $ 500.000 ciascuno.

## Albo d'oro del torno NBA In-Season Tournament
| Stagione | Vincitore       | Finalista        | Risultato | MVP della Stagione    |
| 2023     | L.A. Lakers     | Indiana Pacers   | 123-109   | LeBron James          |
| 2024     | Milwaukee Bucks | Oklahoma Thunder | 97-81     | Giannīs Antetokounmpo |

## Titoli NBA In-Season Tournament vinti per franchigie
| Titoli | Franchigia      | Anni |
| ------ | --------------- | ---- |
| 1      | L.A. Lakers     | 2023 |
| 1      | Milwaukee Bucks | 2024 |